# Партия за демократичен просперитет
Вижте пояснителната страница за други значения на ВМРО.
Партия за демократичен просперитет (ПДП) (на македонска литературна норма: Партија за демократски просперитет) е една от политическите партии на етническите албанци в Северна Македония.

## История
Основана е през април 1990 г. От 1992 до 1998 г. ПДП е част от коалиционните правителства, водени от СДСМ. След парламентарните избори през 1998 г. ПДП преминава в опозиция и оттогава поддръжката за нея започва драстично да намалява. Някогашната най-силна партия на етническите албанци в Северна Македония, на парламентарни избори през 2002 г. печели само 2,3% от гласовете и само два мандата в Събранието. На парламентарните избори през 2006 г. участва в коалиция с Демократичния съюз за интеграция.
Лидер на ПДП е Абдулади Вейсели.